# Дроздів
Дрозді́в — село в Україні, у Гощанській селищній громаді Рівненського району Рівненської області. Колишній адміністративний центр Дроздівської сільради, до якої належали села Горбів та Микулин.

## Розташування
Село Дроздів розташоване в південно-східній частині Рівненської області за 35 кілометрів від м. Рівного та за 16 км від центру громади смт. Гоща. Через Дроздів протікає річка Горинь. Населення становить 386 осіб.
В селі розташовані: адміністративне приміщення Дроздівського старостинського округу, загальноосвітня школа І-ІІ ст., Свято-Георгіївська церква (пам'ятка архітектури XVIII ст.), фельдшерський пункт, клуб, відділення зв'язку, публічно-шкільна бібліотека.

## Походження назви
Про походження назви села Дроздів відсутні писемні свідчення дослідників, побутують лише версії старожилів села.
Одна з версій свідчить, що в давні часи на цих місцях, на узбережжі Горині мешкало древнє плем'я, яке через швидкість говірки було невиразним при розмові. Цебто — «дрозділо». Від цього і поселення стали називати «дроздів».
За другою версією, на місці сучасного села ріс розлогий гай, куди весною та восени збиралася сила-силенна птахів дроздів.
Існує також версія, що ніби на цих землях колись володарював пан Дроздовський. Доки він жив, доти село називалось Дроздовським. Коли пана не стало, стала назва — Дроздів.

## Історія

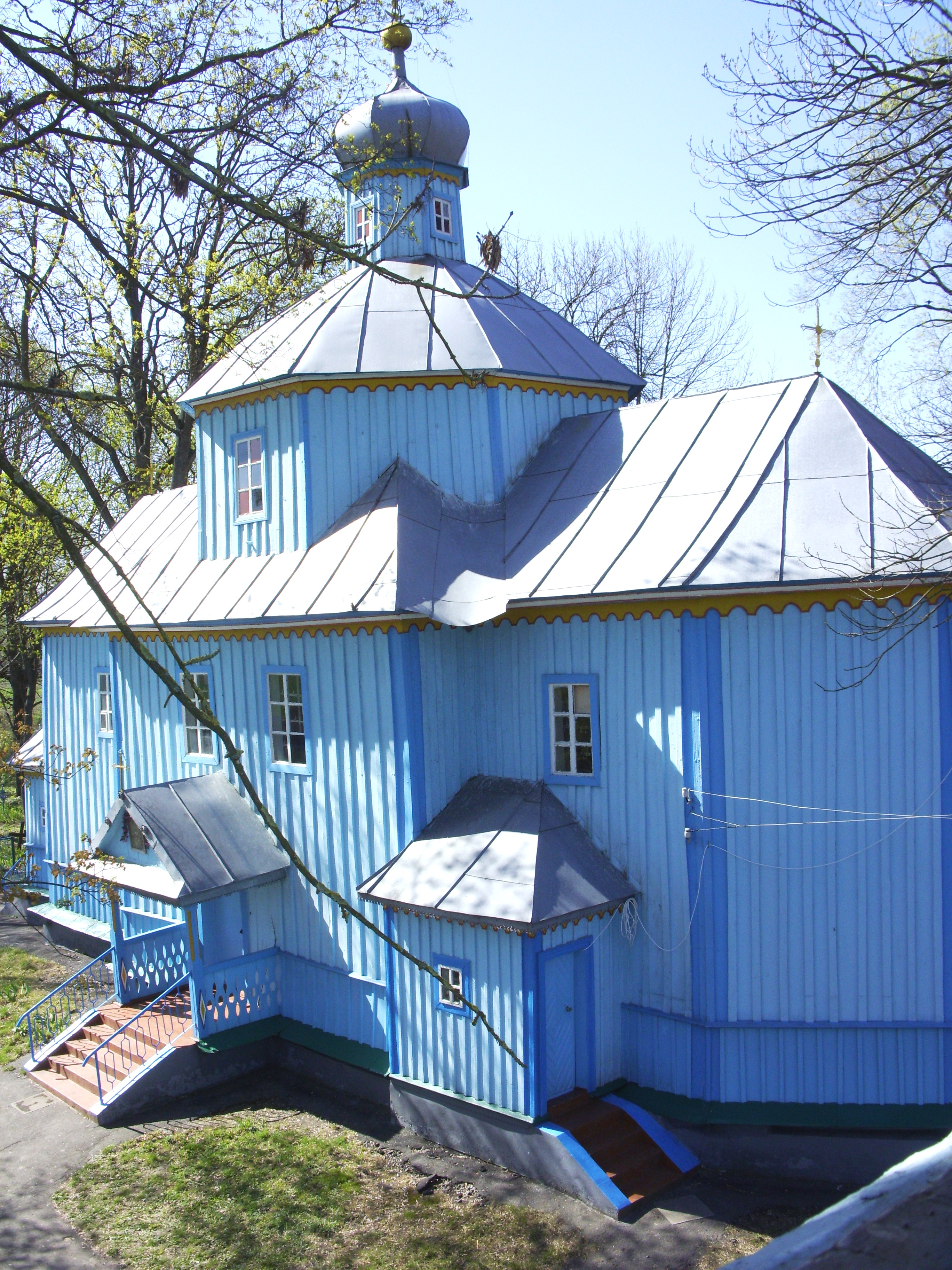
Свято-Георгіївська церква

- 1577 рік − перша писемна згадка про Дроздів;
- ІІ пол. XVI століття − село Дроздів за адміністративно-територіальним поділом належав до Луцького повіту Волинського воєводства Речі Посполитої[1];
- 1788 рік − на кошти прихожан і поміщика місцевими майстрами споруджена Свято-Георгіївська церква;
- 1795 рік − землі Рівненщини увійшли до складу Російської імперії. Село Дроздів стає частиною Волинської губернії та входив до складу Тучинської волості;
- 1846 рік − коштами місцевих священиків Іоана Павловського та Іоана Данилевича проводилася заміна дерев'яного фундаменту на кам'яний, мінялася підлога розфарбовувалася церква всередині та зовні[2];
- 1886 рік− відкрито церковно-приходську школу для жителів сіл Дроздів та Горбів;
- 1921 рік — село Дроздів та інші землі Рівненщини відійшли до складу Польщі. Тут було створено Волинське воєводство з центром у м. Луцьку, яке існувало до вересня 1939 року.
- 1930 рік − відкрито однокласну церковну школу у ній навчалося близько 70 дітей. Навчання проводилось польською мовою, але вивчали і українську, математику, Божий закон. Як правило, діти там навчалися лишень взимку, а весною, з початком робіт у полі, прилучалися до господарських справ;
- 1939 рік − відкрито початкову школу 1-5 класів;
- 1940 рік − на території села організовано колективне господарство, головою якого обрано Фокія Кирилюка;
- Липень 1941 року − село Дроздів окупували німецькі загарбники. Під час окупації були зруйновані колгоспні будівлі, спалено понад 150 будинків селян, школу, млин;
- 19 січня 1944 року − село Дроздів звільнено від німецько-нацистських загарбників. Загалом в роки другої світової війни в бойових діях брали участь 120 чоловіків, з них 45 загинуло. Багатьох фронтовиків, односельчан нагороджено орденами і медалями. На жаль, сьогодні вони всі відійшли за межу життя. У повоєнний період на честь загиблих у роки війни односельчан був споруджений обеліск в центрі села Дроздів;
- Березень 1944 року − відновлено роботу сільської ради. Головою було обрано Петра Кравчука, секретарем — Андрій Сидорчука;
- 1950 рік — радянська влада закрила храм і вирішила використовувати його для зберігання зерна;
- 1952 рік — відремонтовано млин;
- 1953 рік − колгоспи у найближчих сіл Горбів та Миколин об'єдналися в колгосп ім. Чапаєва із центральною садибою у с. Дроздів;
- 1957 рік − добудоване довоєнне приміщення школи за рахунок односельчан. Директором школи у повоєнний час і упродовж 20 років працював Андрійчук В. Г.
- березень 1961 року − колгосп ім. Чапаєва увійшов до складу Тучинського колгоспу ім. Сталіна, який пізніше реорганізовано у радгосп «Тучинський»;
- 1970—1973 роки − Дроздівську школу очолює директор Прядун П.П;
- 1973 рік − директором школи призначений Блізняков В.М, який працював на посаді 40 років;
- 15 червня 1989 року − Свято-Георгіївську церкву освятили та відкрили в день пам'яті Святителя Никифора;
- 1989 рік − настоятелем храму призначено отця Миколу Фурманця;
- 1987рік− зроблено капітальний ремонт Дроздівської школи завдяки сприянню директора дослідного господарства «Тучинське» Зінчука М.П;
- 2011 рік − при школі відкрито краєзнавчий музей, у якому зберігаються зібрані старовинні речі та документи про історію та побут села;
- 6 травня 2013 року − Свято-Георгіївська церква святкувала 225 років від часу спорудження.
- 12 червня 2020 року, відповідно до розпорядження Кабінету Міністрів України № 722-р від «Про визначення адміністративних центрів та затвердження територій територіальних громад Рівненської області», увійшло до складу Гощанської селищної громади[3].
- 19 липня 2020 року, в результаті адміністративно-територіальної реформи та ліквідації Гощанського району, село увійшло до складу новоутвореного Рівненського району[4].

## Населення

### Мова
Розподіл населення за рідною мовою за даними перепису 2001 року:
| Мова       | Кількість | Відсоток |
| ---------- | --------- | -------- |
| українська | 382       | 98.96%   |
| російська  | 4         | 1.04%    |
| Усього     | 386       | 100%     |

## Відомі уродженці
- Лежнюк Петро Дем'янович — український науковець, доктор технічних наук, професор, завідувач кафедри електричних станцій та систем Вінницького національного технічного університету, заслужений діяч науки і техніки України, академік Академії наук вищої освіти України, дійсний член Всесвітньої асоціації інженерів-електриків і електронників (Institute of Electrical and Electronics Engineers)
- Семенюк Григорій Фокович — український філолог, доктор філологічних наук, професор, директор Інституту філології Київського національного університету імені Тараса Шевченка, заслужений діяч науки і техніки України.

## Світлини

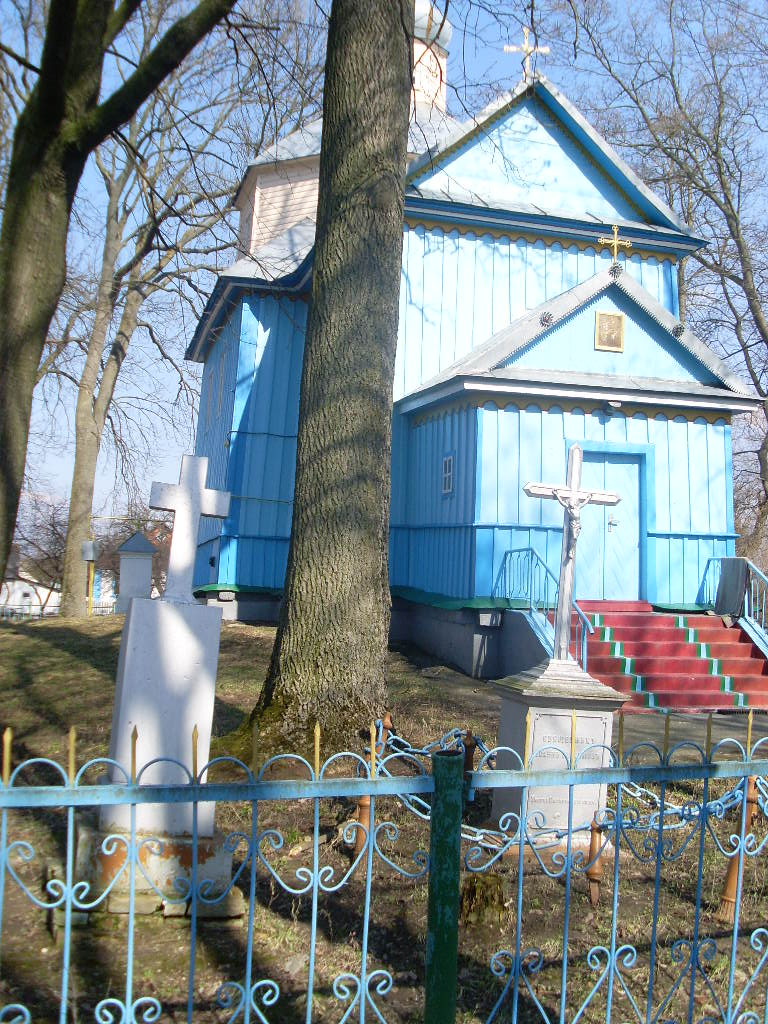
Могили Іоана Данилевича та могила Феодора Хоролця.
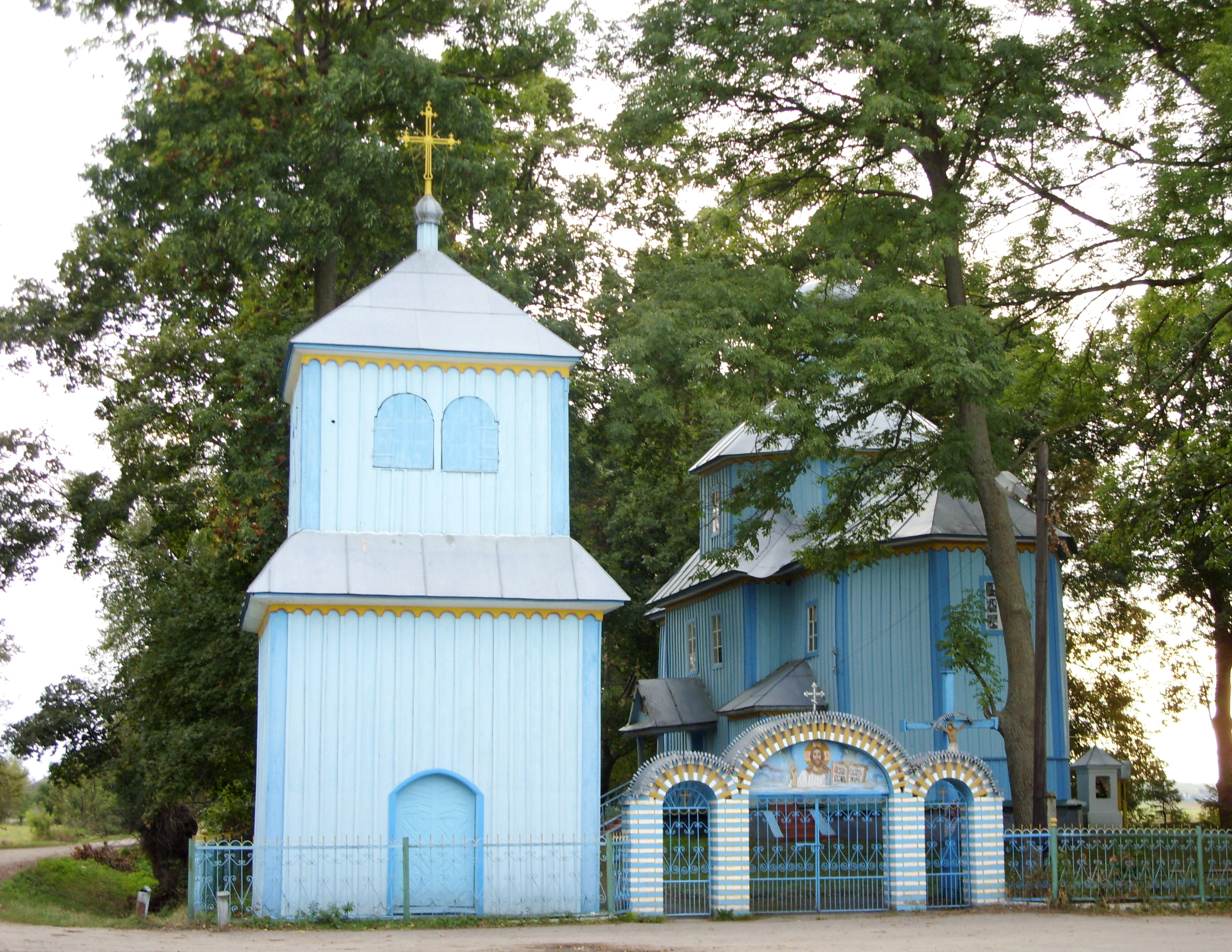
Дзвіниця Свято-Георгіївської церкви у селі Дроздів.
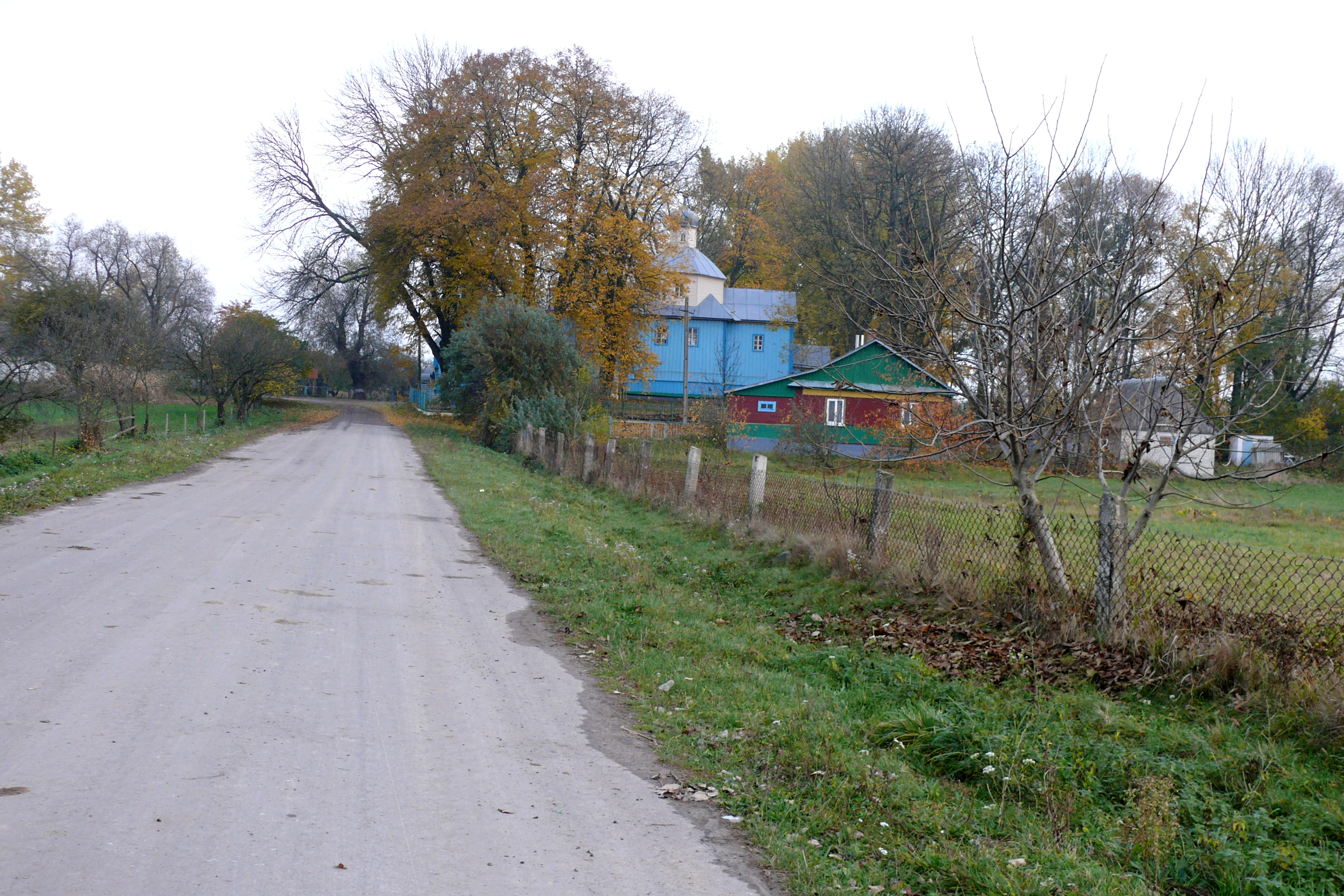
Дорога до церкви в селі Дроздів.
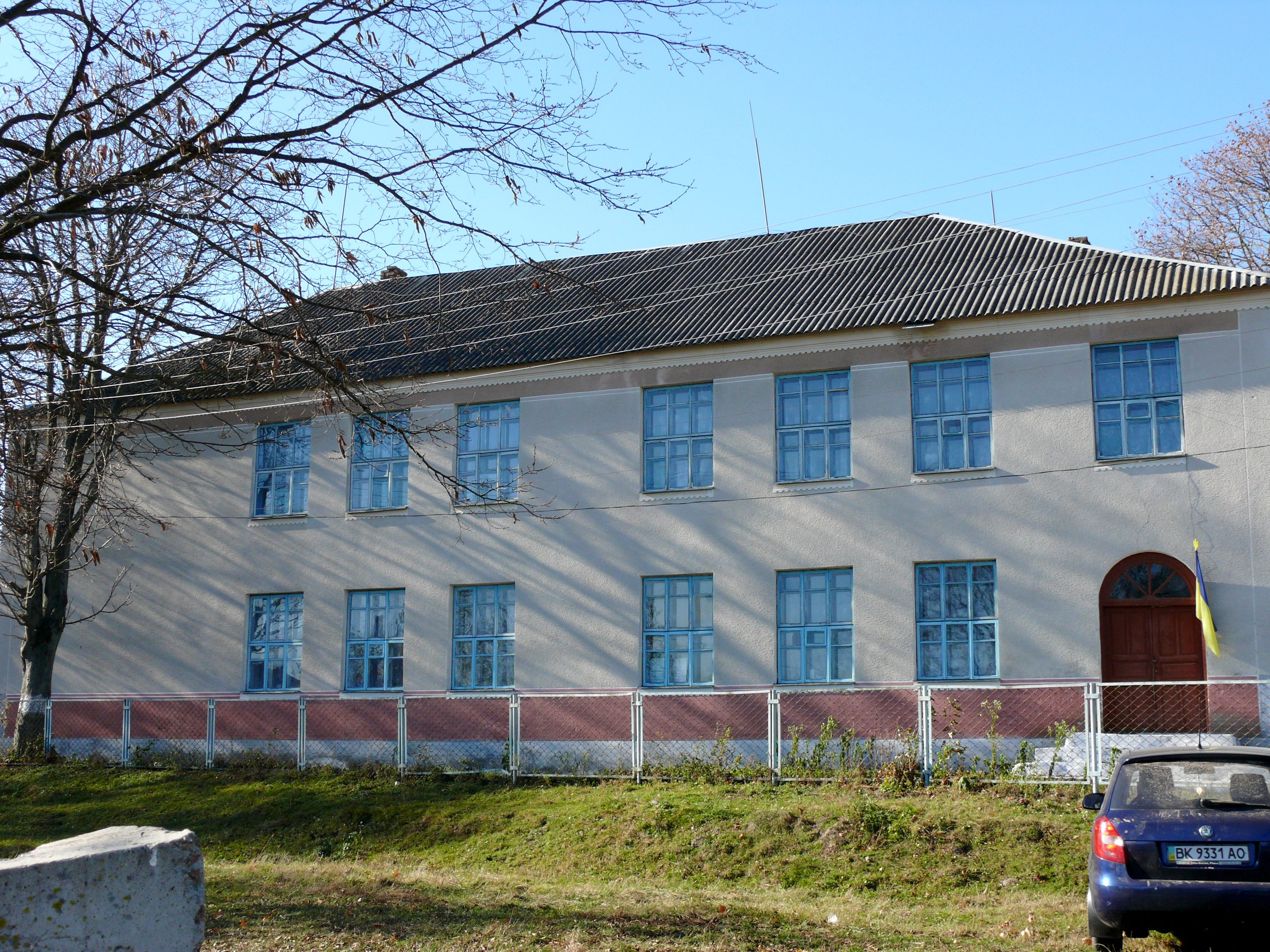
Дроздівська загальноосвітня школа І-ІІ степенів.
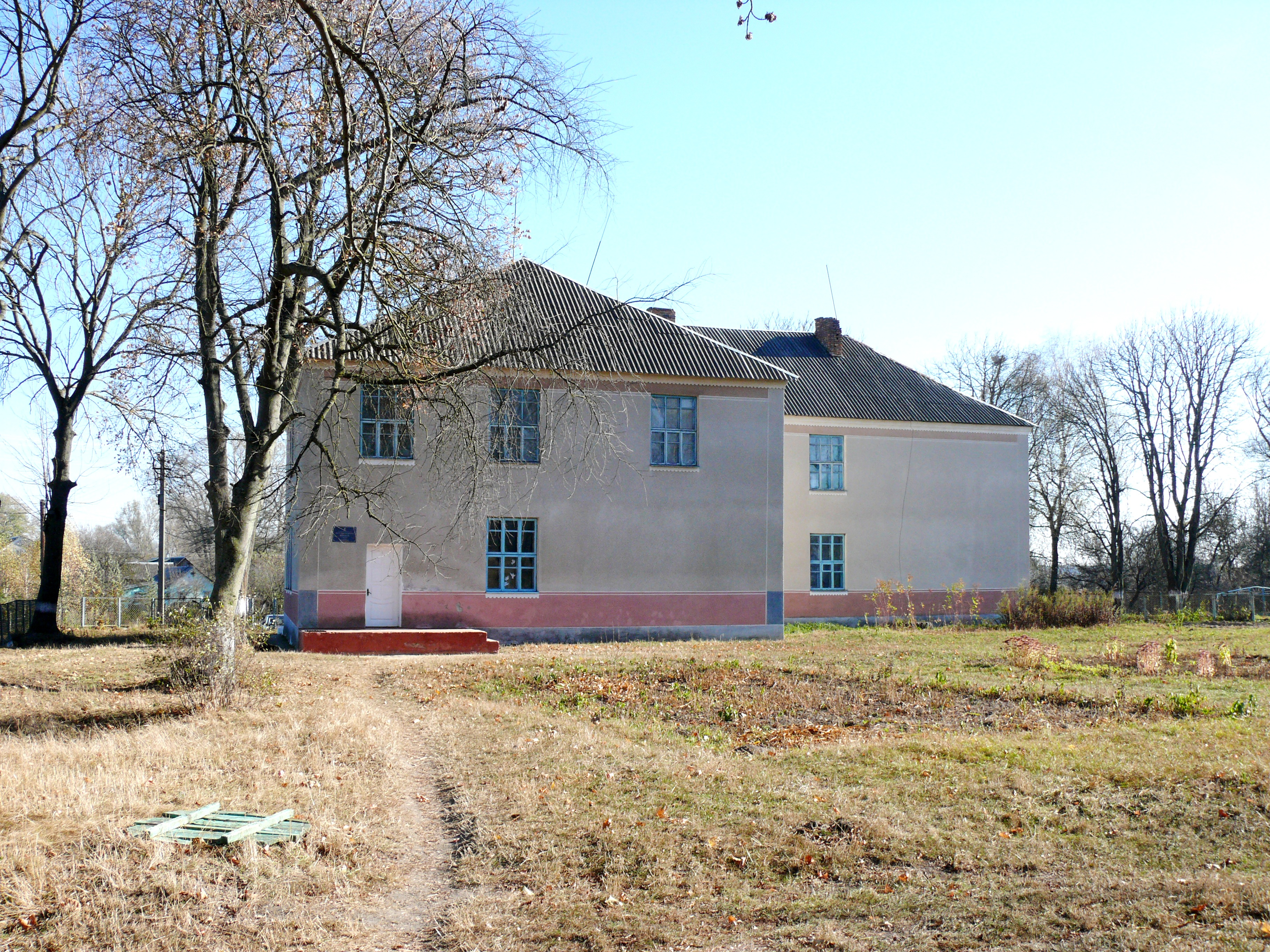
Дроздівська загальноосвітня школа І-ІІ степенів.